# Hedvig Elisabeth Edman
Hedvig Elisabeth Edman, född stråle af Ekna 11 augusti 1791 i Stockholm, död 27 februari 1851 i Eskilstuna socken, var en svensk konstnär.
Hon var dotter till kommerserådet Karl Vilhelm Stråle af Ekna och Hedvig Ulrika Lundberg. Hon var gift första gången 1811 med kammarrådet Johan Erik Edman och andra gången från 1824 med överjägmästaren Vilhelm Westbaum. Hennes konst består huvudsakligen av porträtt.